# Rejtő Ildikó
Rejtő Ildikó, Ujlaky Jenőné, Ságiné Rejtő Ildikó (Budapest, 1937. május 11. –) a Nemzet Sportolója címmel kitüntetett kétszeres olimpiai bajnok magyar tőrvívó, edző. Öt olimpián vett részt és valamennyin érmes helyezést ért el. A magyar női vívás történetében páratlanul eredményes pályafutása alatt összesen hét olimpiai és tizenöt világbajnoki érmet nyert.

## Életpályája
Súlyos halláskárosodással született, egyik fülére nem hall, a másik füle is 60%-ban halláskárosodott. Noha az iskolában nem gúnyolták nagyothallásáért, és megtanult szájról olvasni, egészségi problémái miatt – saját bevallása szerint – kisebbrendűségi komplexusa alakult ki. Gerincferdülésének korrekciójára testnevelő tanára, Nyári Magda vívó javaslatára kezdett el vívni. Mestere Hátszegi József volt.
1951-től a Budapesti Petőfi, illetve a Budapesti Bástya, 1956-tól az Elektromos, 1960-tól az Újpesti Dózsa vívója volt. Az 1955. évi budapesti ifjúsági világbajnokságon hatodik lett, a következő évben Luxemburgban, majd 1957-ben Varsóban már ifjúsági világbajnokságot nyert. Ugyanebben az évben bekerült a felnőtt válogatottba és részt vett a felnőtt világbajnokságon. 1958-ban szerezte első világbajnoki érmét. A következő évben világbajnok lett csapatban. 1960-ban, a római olimpián csapatban ezüstérmet szerzett.
1961-ben csapat ezüstéremmel térhetett haza a világbajnokságról. A következő évben csapatban első, egyéniben ötödik lett a vb-n. 1963-ban nyerte egyetlen felnőtt világbajnoki címét. Ugyanitt csapatban második lett. Az 1964-es olimpián a fegyvernem mindkét versenyszámában a dobogó tetejére állhatott. A világbajnokságokon csapatban 1965-ben negyedik, 1966-ban második, 1967-ben első helyezett volt. 1968-ban az olimpián csapatban második, egyéniben harmadik volt.
1969-ben világbajnoki csapat bronzérmet és egyéni ötödik helyezést ért el. A következő évben csapatban lett negyedik a világbajnokságon. 1971-ben csapatban és egyéniben is ezüstérmes volt a vb-n. Az 1972-es olimpián csapatban második lett. 1973-ban csapatban világbajnok, egyéniben bronzérmes volt. 1974-ben és 1975-ben vb ezüstérmes lett csapatban. A montreali olimpián bronzérmes lett csapatban. 1977-ben világbajnoki negyedik helyezett lett csapatban. Az 1978-as hamburgi vb-n nem ért el helyezést. Ezt követően már nem szerepelt a válogatottban. 1980-ban az aktív sportolást egyesületénél is befejezte.
Visszavonulása után az Újpesti Dózsa (1981–1987), majd a Budapesti Honvéd (1987–) technikai vezetője lett.
1995-ben veterán Európa-bajnoki, 1999-ben veterán világbajnoki címet nyert.

## Sporteredményei
- kétszeres olimpiai bajnok:
  - 1964, Tokió:
    - egyéni
    - csapat (Ágoston Judit, Juhász Katalin, Marosi Paula, Dömölky Lídia)
- háromszoros olimpiai 2. helyezett:
  - 1960, Róma: csapat (Juhász Katalin, Nyári Magda, Dömölky Lídia, Marvalics Györgyi)
  - 1968, Mexikóváros: csapat (Bóbis Ildikó, Gulácsy Mária, Marosi Paula, Dömölky Lídia)
  - 1972, München: csapat (Bóbis Ildikó, Rónay Ildikó, Szolnoki Mária, Tordasi Ildikó)
- kétszeres olimpiai 3. helyezett:
  - 1968, Mexikóváros: egyéni
  - 1976, Montréal: csapat (Bóbis Ildikó, Kovács Edit, Tordasi Ildikó, Maros Magda)
- ötszörös világbajnok:
  - 1959, Budapest: csapat (Dömölky Lídia, Juhász Katalin, Morvay Zsuzsa, Nyári Magda, Marvalics Györgyi)
  - 1962, Buenos Aires: csapat (Gulácsi Mária, Juhász Katalin, Marosi Paula, Nyári Magda)
  - 1963, Gdańsk: egyéni
  - 1967, Montréal: csapat (Bóbis Ildikó, Gulácsi Mária, Dömölky Lídia, Juhász Katalin)
  - 1973, Göteborg: csapat (Bóbis Ildikó, Maros Magda, Szolnoki Mária, Tordasi Ildikó)
- hétszeres világbajnoki 2. helyezett:
  - 1961, Torino: csapat (Ágoston Judit, Dömölky Lídia, Juhász Katalin, Nyári Magda, Marvalics Györgyi)
  - 1963, Gdansk: csapat (Dömölky Lídia, Juhász Katalin, Marosi Paula, Nyári Magda, Szalontay Katalin)
  - 1966, Moszkva: csapat (Bóbis Ildikó, Gulácsy Mária, Marosi Paula, Dömölky Lídia)
  - 1971, Bécs
    - egyéni
    - csapat (Ágoston Judit, Bóbis Ildikó, Szolnoki Mária, Tordasi Ildikó)

  - 1974, Grenoble: csapat (Bóbis Ildikó, Maros Magda, Szolnoki Mária, Tordasi Ildikó)
  - 1975, Budapest: csapat (Bóbis Ildikó, Maros Magda, Szolnoki Mária, Tordasi Ildikó)
- háromszoros világbajnoki 3. helyezett:
  - 1958, Philadelphia: egyéni
  - 1969, Havanna: csapat (Ágoston Judit, Kollányi Katalin, Simonffy Ágnes, Szolnoki Mária)
  - 1973, Göteborg: egyéni
- háromszoros világbajnoki 4. helyezett:
  - 1958, Philadelphia: csapat (Dömölky Lídia, Juhász Katalin, Nyári Magda)
  - 1965, Párizs: csapat (Gulácsy Mária, Marosi Paula, Dömölky Lídia, Szalontay Katalin)
  - 1970, Ankara: csapat (Marosi Paula, Dömölky Lídia, Száray Márta, Szolnoki Mária)
- kétszeres világbajnoki 5. helyezett:
  - 1962, Buenos Aires: egyéni
  - 1969, Havanna: egyéni
- BEK győztes (1970)
- magyar bajnok
  - egyéni: 1958, 1961, 1962, 1969, 1970, 1972
  - csapat: 1961, 1963, 1965, 1966, 1967, 1969, 1970, 1971, 1974, 1977, 1978, 1980

## Díjai, elismerései
- A Magyar Népköztársasági Sportérdemérem ezüst fokozata (1957, 1972, 1976)
- A Szocialista Munkáért Érdemérem (1960)
- A Magyar Népköztársaság Kiváló Sportolója (1962, 1968)
- Az év magyar sportolója (1963, 1964)
- A Munka Érdemrend arany fokozata (1964)
- Az év magyar vívója (1964, 1968, 1969, 1971, 1972)
- A Munka Érdemrend ezüst fokozata (1968)
- A Magyar Népköztársaság Érdemes sportolója (1969, 1970)
- A Magyar Népköztársasági Sportérdemérem arany fokozata (1982)
- Kiváló Szolgálatért Érdemrend (1985)
- NOB-emlékérem (1988)
- Santelli-emlékgyűrű (1994)
- Olimpiai aranygyűrű (1995)
- MOB Olimpiai Érdemérem (2000)
- Az Évszázad siket olimpikonja (2000)
- A Nemzet Sportolója (2007)
- A Halhatatlan Magyar Sportolók Egyesületének tagja (2013)
- A Nemzetközi Vívószövetség Hírességek Csarnokának tagja (2013)
- A Közszolgálatért Érdemjel arany fokozata (2017)
- Újpestért-díj aranygyűrű (2017)
- Prima díj (2021)[2]